# Gare de Dillingen
La gare de Dillingen était une gare ferroviaire luxembourgeoise de la ligne d'Ettelbruck à Grevenmacher, située dans la localité de Dillingen, sur le territoire de la commune de Beaufort, dans le canton d'Echternach.
C'était une gare voyageurs de la Société nationale des chemins de fer luxembourgeois (CFL), avant sa fermeture en 1964.

## Situation ferroviaire
Établie à 178 mètres d'altitude, la gare de Dillingen était située au point kilométrique (PK) 16 de la ligne d'Ettelbruck à Grevenmacher, entre les gares aujourd'hui fermées de Wallendorf-Pont et de Grundhof.

## Histoire
La gare de Dillingen est mise en service par la Compagnie des chemins de fer Prince-Henri, lors de l'ouverture à l'exploitation de la section de Diekirch à Echternach de la ligne d'Ettelbruck à Grevenmacher le 8 décembre 1873.
La gare est fermée le 27 mai 1964, en même temps que le trafic voyageurs sur la section Diekirch-Echternach de la ligne d'Ettelbruck à Grevenmacher.

## Service des voyageurs
Gare fermée depuis le 27 mai 1964. Il ne reste plus aucun vestige de la gare.